# 奥林迪乌瓦
奥林迪乌瓦是巴西圣保罗州的一个市镇。总面积248.299平方公里，总人口4895人，人口密度19.7人/平方公里。